# Álex Cajas
Álex Cajas (n. Sangolquí, Ecuador; 6 de octubre de 1992) es un árbitro de fútbol ecuatoriano. Es árbitro internacional FIFA desde 2021.

## Trayectoria
Álex Fabricio Cajas es un árbitro ecuatoriano que nació en la ciudad de Sangolquí en 1992, debutó en el año 2019 y es internacional FIFA desde 2021, sus inicios en el arbitraje van desde 2013 en categorías inferiores y en torneos de Segunda Categoría, ya en la temporada 2019 a la Primera Categoría B del Campeonato Ecuatoriano de Fútbol.
Uno de los partidos más importantes donde estuvo presente fue en los play-offs del Campeonato Ecuatoriano de Fútbol 2019 entre Emelec vs. Macará y Liga vs. Universidad Católica. También fue designado para impartir justicia en varios partidos de la LigaPro Serie B 2019.
En el plano nacional debutó como árbitro central en el año 2019 dentro de la Serie B el 28 de junio de ese año en el partido entre Orense Sporting Club vs. Club Atlético Santo Domingo, partido disputado en la ciudad de Machala.
| 28 de junio de 2019 | Orense       | 1:0 (1:0) | Atlético Santo Domingo | Estadio 9 de Mayo, Machala |                        |
| 15:00 (UTC-5)       | Espinola 39' | Reporte   |                        | Árbitro(s): Álex Cajas     | Árbitro(s): Álex Cajas |

Su debut en la Serie A de Ecuador también fue en 2019, en el partido entre Liga Deportiva Universitaria vs. Delfín Sporting Club del 20 de octubre, el encuentro se jugó en Quito.
| 20 de octubre de 2019                                                                                  | Liga de Quito       | 1:1 (0:0) | Delfín      | Estadio Rodrigo Paz Delgado, Quito |                        |
| 14:15 (UTC-5)                                                                                          | Nazareno 83' (a.g.) | Reporte   | Riveros 63' | Árbitro(s): Álex Cajas             | Árbitro(s): Álex Cajas |
| Tras el empate Liga Deportiva Universitaria aseguró su clasificación a los play-offs de esa temporada. |                     |           |             |                                    |                        |

## Internacional
A nivel internacional en torneos Conmebol tuvo su debut en la Copa Sudamericana 2021, fue designado para el partido de primera fase entre Aucas y Guayaquil City, en duelo de equipos ecuatorianos. También fue designado para el partido de la primera fecha de la fase de grupos entre Peñarol de Uruguay y Sport Huancayo de Perú.

### Participaciones en Copa Libertadores Sub-20
| Copa Libertadores Sub-20 de 2023 – Chile | Copa Libertadores Sub-20 de 2023 – Chile | Copa Libertadores Sub-20 de 2023 – Chile | Copa Libertadores Sub-20 de 2023 – Chile | Copa Libertadores Sub-20 de 2023 – Chile | Copa Libertadores Sub-20 de 2023 – Chile | Copa Libertadores Sub-20 de 2023 – Chile | Copa Libertadores Sub-20 de 2023 – Chile |
| Fecha                                    | Partido                                  | Sede                                     | Fase                                     | Amonestado                               | Otorgado · Otorgado otra vez · Expulsado | Expulsado                                | Anotado · Penal                          |
| ---------------------------------------- | ---------------------------------------- | ---------------------------------------- | ---------------------------------------- | ---------------------------------------- | ---------------------------------------- | ---------------------------------------- | ---------------------------------------- |
| 1 de julio de 2023                       | Alianza Lima 0 – 0 O'Higgins             | Coquimbo                                 | Fase de grupos                           | 4                                        | 0                                        | 0                                        | 0                                        |
| 6 de julio de 2023                       | Defensor Sporting 1 – 2 Palmeiras        | La Serena                                | Fase de grupos                           | 6                                        | 0                                        | 0                                        | 0                                        |

## Estadísticas
| Competición                                                                | Organizador | Años  | PD | Amonestado | Prom. | Expulsado | Prom. |
| -------------------------------------------------------------------------- | ----------- | ----- | -- | ---------- | ----- | --------- | ----- |
| Serie A de Ecuador                                                         | FEF–LigaPro | 2019– | 56 | 273        | 4,87  | 33        | 0,59  |
| Serie B de Ecuador                                                         | FEF–LigaPro | 2019– | 13 | 72         | 5,54  | 8         | 0,61  |
| Copa Ecuador                                                               | FEF         |       | 0  | 0          | 0     | 0         | 0     |
| Supercopa de Ecuador                                                       | FEF         | 2021  | 1  | 3          | 3     | 0         | 0     |
| Copa Conmebol Libertadores                                                 | Conmebol    | 2023– | 1  | 3          | 3     | 0         | 0     |
| Copa Conmebol Sudamericana                                                 | Conmebol    | 2021– | 4  | 14         | 3,5   | 2         | 0,5   |
| Copa Conmebol Libertadores Sub-20                                          | Conmebol    | 2023  | 2  | 10         | 5     | 0         | 0     |
| Total                                                                      | Total       | 2019– | 77 | 375        | 4,87  | 43        | 0,59  |
| Datos actualizados al último partido arbitrado el 31 de diciembre de 2023. |             |       |    |            |       |           |       |